# 佛罗伦萨大犹太会堂
佛罗伦萨大犹太会堂（意大利语：Tempio Maggiore Israelitico di Firenze）是意大利佛罗伦萨一座著名的犹太会堂。

## 历史与建筑

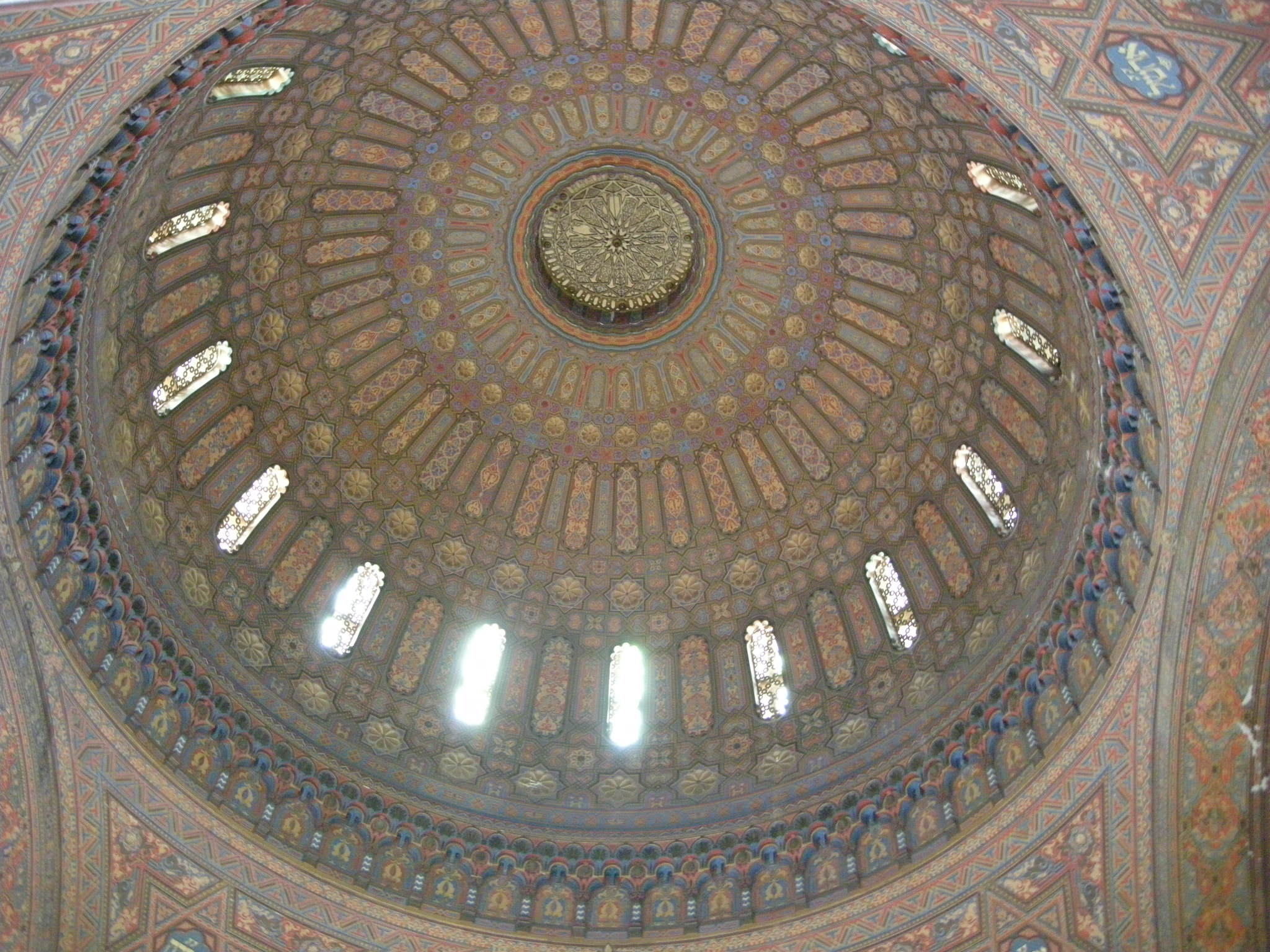
穹顶

佛罗伦萨大犹太会堂建于1874-1882年，当地犹太人大卫利维捐赠了大笔款项，为要建造一个配得上佛罗伦萨的美丽的犹太教堂。建筑师马里亚诺 Falcini,文森特米凯利教授，和马可·特里夫斯，都是犹太人。他们的设计综合了伊斯兰和意大利的世界的建筑传统。
钙华和花岗岩相间砌筑，造成类似锡耶纳主教座堂的条纹效果。老照片曾显示醒目的红色和米色条纹，但随着时间的推移，石材的大胆用色已经消失，只留下更斑驳的效果。
犹太会堂的整体形式是圣索菲亚大教堂的十字平面。拥有摩尔复兴风格的马蹄拱和洋葱圆顶。铜屋顶被氧化成绿色，从佛罗伦萨的天际线脱颖而出。建筑内部“每平方英寸都覆盖有彩色图案”。  
二战期间，法西斯士兵使用犹太会堂作为车库。1944年8月，撤退的德国军队与意大利法西斯合作，准备用炸药摧毁犹太会堂。然而，意大利抵抗战士设法化解大部分的炸药，减小了破坏。战后进行了修复。1966年阿诺河洪水后再度进行修复。战后被会堂1966年伤害阿诺河洪水。

## 复本
佛罗伦萨大犹太会堂受到广泛推崇。美国巴尔的摩的Eutaw Place Temple（1892年）采用了若干大犹太会堂的设计元素。

## 佛罗伦萨的犹太社区
佛罗伦萨的犹太社区约有1400人，其历史可追溯到中世纪。而阿诺河南岸的奥尔特拉诺地区甚至可以追溯到罗马时代。第一座犹太会堂建于13世纪。